# Fondazione Internazionale Raoul Wallenberg
La Fondazione Internazionale Raoul Wallenberg (IRWF, in inglese: International Raoul Wallenberg Foundation) è un'organizzazione non governativa no-profit che ricerca i soccorritori dell'Olocausto e ne sostiene il loro riconoscimento come tali. L'organizzazione ha sviluppato dei programmi educativi per la scuola per promuovere la pace e il servizio civile. Fondata da Baruch Tenembaum, i suoi uffici si trovano a New York, Roma, Londra, Buenos Aires, Berlino, Rio de Janeiro e Gerusalemme.
L'organizzazione porta il nome di Raoul Wallenberg, un diplomatico svedese che salvò migliaia di ebrei e altre persone perseguitate in Ungheria durante l'Olocausto. Fu catturato dall'Unione Sovietica e la sua morte è avvenuta in circostanze ancora da chiarire.

## L'attività di ricerca
L'IRWF è principalmente un'organizzazione che si occupa di ricerca storica e raccoglie informazioni sui diversi casi di salvataggio dei perseguitati durante l'Olocausto. Come parte della ricerca, la fondazione riunisce i sopravvissuti salvati da Wallenberg e altri come lui per intervistarli ai fini della ricerca e della conservazione della memoria storica, pubblica le trascrizioni online affinché possano essere consultat ed utilizzate. IRWF identifica e commemora anche le case sicure.
Recentemente ha spinto per la ricerca delle figure femminili, dedicando loro una sezione speciale sul sito web ufficiale. L'IRWF mira a far sì che i suoi soggetti di ricerca ottengano il riconoscimento ufficiale da parte dei loro governi e dalle organizzazioni locali.
Oltre a Wallenberg, l'IRWF ha ricercato e onorato numerosi soccorritori dell'Olocausto, come:
- Carlo Angela
- Per Anger
- Principessa Alice di Battenberg
- Gitta Bauer
- Père Marie-Benoît
- Andris Bērziņš
- Friedrich Born
- Gilberto Bosques Saldívar
- Aracy de Carvalho Guimarães Rosa
- Irene Gut Opdyke
- Jan Karski
- Maria Kotarba
- Carl Lutz
- George Mantello
- Dorothea Neff
- Giovanni Palatucci
- Giorgio Perlasca
- Dimitar Peshev
- Eduardo Propper de Callejón
- Angelo Roncalli
- Irena Sendler
- Ho Feng Shan
- Aristides de Sousa Mendes
- Luis Martins de Souza Dantas
- Suzanne Spaak
- Chiune Sugihara
- Otto Weidt
- Nicholas Winton

## Le altre attività

### Campagne
L'organizzazione ha all'attivo molte campagne umanitarie. Con l'obiettivo di esercitare pressioni sul governo russo affinché rilasci una dichiarazione ufficiale su ciò che è accaduto a Wallenberg, l'IRWF ha creato due campagne: la campagna "Bring Raoul Home" chiede ai dignitari di affrontare il caso di Wallenberg nella corrispondenza e negli incontri ufficiali con il governo russo; la campagna "100.000 nomi per 100.000 vite", che mira a far firmare a 100.000 persone la petizione che poi sarà trasmessa al presidente russo. Al 12 agosto 2010, l'IRWF ha ottenuto 27.204 firme per la sua campagna "100.000 nomi per 100.000 vite".
Tra i dignitari che hanno sottoscritto le lettere per conto di Wallenberg troviamo il deputato argentino Federico Pinedo, il ricercatore americano sulla resistenza tedesca al Terzo Reich Greg McClelland, i vincitori del premio Nobel per la chimica Paul J. Crutzen, Yuan T. Lee e Herbert A. Hauptman, il Presidente della Repubblica di Croazia Stjepan Mesić e il sindaco di Or Yehuda (Israele) Itzhak Buchovza.
L'IRWF si prodiga anche per intitolare dei siti pubblici alla memoria di Wallenberg: parchi, strade e scuole di tutto il mondo portano il suo nome in diversi paesi tra cui Stati Uniti, Brasile, Argentina, Spagna, Ecuador, Uruguay.

### Le arti
L'IRWF ha una galleria d'arte nella sua sede di New York, dove espone il lavoro svolto dai sopravvissuti all'Olocausto o da coloro che sono stati ispirati da Rescuers of the Holocaust. La fondazione spesso organizza proiezioni di film e produzioni teatrali basate sulle vicende di Wallenberg e di altri soccorritori.
Nell'aprile 2010, l'IRWF ha commissionato una mostra al pittore Peter Bulow. La mostra Blessings May Break from Stone presentava le statue di Raoul Wallenberg e Luiz Martins de Souza Dantas. La madre di Bulow è stata una sopravvissuta all'Olocausto in Ungheria.

### Istruzione
IRWF ha creato diversi programmi educativi per i diversi livelli di studenti. Per la scuola media e l'istruzione superiore ci sono risorse per studenti e insegnanti che sono gratuite per l'uso pubblico e facilmente accessibili online. Il programma sottolinea in particolare i valori del coraggio e dell'integrità.

## IlRaoul Wallenberg Day
L'organizzazione ha ottenuto che il 5 ottobre, data in cui Wallenberg è diventato cittadino onorario americano, sia proclamato il Raoul Wallenberg Day negli Stati Uniti. Lo scopo della giornata commemorativa è promuovere la pace e i valori che derivano dall'umanitarismo, ricordando Wallenberg e le sue gesta. La giornata viene riconosciuta annualmente nello Stato di New York e le campagne dell'IRWF avevano portato alla proclamazione dei Wallenberg Days in Colorado, Connecticut, Illinois, Iowa, Maine, Maryland, Michigan, Minnesota, Missouri, Nebraska, Nevada, New Jersey, Nuovo Messico, Pennsylvania, West Virginia e Wyoming.